# Ферштетен
Ферштетен (њем. Vörstetten) општина је у њемачкој савезној држави Баден-Виртемберг. Једно је од 24 општинска средишта округа Емендинген. Према процјени из 2010. у општини је живјело 2.952 становника. Посједује регионалну шифру (AGS) 8316045.

## Географски и демографски подаци
Ферштетен се налази у савезној држави Баден-Виртемберг у округу Емендинген. Општина се налази на надморској висини од 220 метара. Површина општине износи 7,9 km². У самом мјесту је, према процјени из 2010. године, живјело 2.952 становника. Просјечна густина становништва износи 374 становника/km².

## Међународна сарадња
| Мјесто | Држава    | Врста сарадње | Од    |
| ------ | --------- | ------------- | ----- |
|        | Француска | партнерство   | 2000. |
| Извор  |           |               |       |